# Pavillon noir (film)
Pour les articles homonymes, voir Pavillon noir.
Pour plus de détails, voir Fiche technique et Distribution.
Pavillon noir (The Spanish Main) est un film américain réalisé par Frank Borzage et sorti en 1945.

## Synopsis
Le capitaine hollandais Laurent Van Horn échoue sur les rochers de Carthagène des Indes qui appartient au Royaume d'Espagne. Le vice-roi Don Juan Alvarado jette  en prison les immigrants hollandais qui voulaient rejoindre la Caroline du Sud. Après son évasion, le capitaine hollandais n’aura de cesse de se venger du vice-roi ; jusqu'à capturer sa fiancée Francisca et se marier avec elle. La passion se noue entre Laurent Van Horn et Dona Francisca et il l’emmène sur l'île de la Tortue. Mais la pirate Anne Bonny est aussi amoureuse de Laurent Van Horn.

## Fiche technique
- titre : Pavillon noir
- titre original : The Spanish Main
- réalisation : Frank Borzage
- scénario : George Worthing Yates (en) et Herman J. Mankiewicz d'après une histoire originale d'Æneas MacKenzie
- musique : Hanns Eisler
- directeur artistique : Carroll Clark et Albert S. D'Agostino
- décors : Claude E. Carpenter (en) et Darrell Silvera
- costumes : Edward Stevenson
- photographie : George Barnes
- production : Robert Fellows (en)
- société de production : RKO
- format : Technicolor
- genre : Action, Aventure et Pirates
- durée : 100 minutes
- langue : Anglais
- Pays d'origine :  États-Unis
- Dates de sortie : 
  - États-Unis : 10 septembre 1945
  - France : 22 octobre 1947[1]
- Affiches : Bernard Lancy, Roger Rojac, Pierre Segogne (France)

## Distribution
- Paul Henreid : le capitaine Laurent Van Horn
- Maureen O'Hara : Dona Francisca
- Walter Slezak : le vice-roi Don Juan Alvarado
- Binnie Barnes : Anne Bonney
- John Emery : Mario Du Billar
- Barton MacLane : le capitaine Black
- J. M. Kerrigan : Pillory
- Fritz Leiber : l'évêque
- Nancy Gates : Lupita
- Jack La Rue : le lieutenant Escobar
- Mike Mazurki : Swaine
- Ian Keith : le capitaine Lussan
- Curt Bois : Paree
- Antonio Moreno : le commandant
- Victor Kilian

Acteurs non crédités
- Marcelle Corday : Señora Perez
- John George : un pirate
- Tom Kennedy : un capitaine de navire pirate à l'auberge